# 中国人民解放军第三十军
中国人民解放军第三十军是中国人民解放军於1949年2月至1950年初設立的一個軍。

## 歷史
1946年春，新四军第2师第6旅北撤江苏淮安，与华中军区第5军分区合并。5月，第5军分区与其他部隊合编成华中野战军第10纵队。谢祥军任司令员，刘培善任政治委员。常玉清任副司令员。吴肃任参谋长。孙克骥任政治部主任。7月至8月，第10纵队参加苏中战役。10月，参加涟水保卫战。
1947年2月，华中野战军第10纵队改编为华东野战军第12纵队。陈庆先任司令员，曹荻秋任政治委员，覃健、常玉清任副司令员，孙克骥任政治部主任。第10纵队下轄第34旅、第35旅和第5、第6、第11军分区。8月，参加盐城战役，与其他部隊一起攻佔盐城、阜宁、伍佑等城镇。1948年3月，谢振华任司令员，李干辉任政治委员。6月下旬起，参加涟水战役，与其他部队一起攻佔阿湖、城头、涟水、泗阳、宿迁等城镇。同年冬，参加淮海战役。
1949年2月，华东野战军第12纵队改称中国人民解放军第三十军。谢振华任军长，李干辉任政治委员，饶守坤任副军长，刘中华任政治部主任。該军下辖第88师、第89师和第90师。4月，参加渡江战役。5月，参加上海战役，攻佔奉贤、南汇、川沙，又與其他部隊一同攻佔高桥。1950年1月，华东军区决定裁撤中国人民解放军第三十军，所属第88师、第89师、第90师分别劃歸中国人民解放军第二十六军、中国人民解放军第二十军、中国人民解放军第二十七军。